# 格雷科拉·拉弗
格雷科拉·拉弗（英語：Glencora Ralph，1988年8月8日—），出生於西澳大利亞州的傑拉爾頓，澳大利亞女子水球运动员，亦為澳大利亞國家女子水球隊成員。

## 簡歷
格雷科拉·拉弗12歲時開始參與水球運動，曾代表國家少年隊贏得2007年世界少年水球錦標賽冠軍。
2012年，格雷科拉·拉弗代表澳大利亞參加英國倫敦舉行的奥林匹克运动会女子水球比賽，在铜牌争夺赛中力克匈牙利队，贏得銅牌。

## 個人生活
格雷科拉·拉弗2008年畢業於科廷科技大学，其後在珀斯一所小學擔任駐校牙科治療師。